# Ammotrypanella arctica
Ammotrypanella arctica är en ringmaskart som beskrevs av McIntosh 1879. Ammotrypanella arctica ingår i släktet Ammotrypanella och familjen Opheliidae. Inga underarter finns listade i Catalogue of Life.